# Морачево (Гнезненський повіт)
Морачево (пол. Moraczewo) — село в Польщі, у гміні Лубово Гнезненського повіту Великопольського воєводства.
Населення — 50 осіб (2011).
У 1975-1998 роках село належало до Познанського воєводства.

## Демографія
Демографічна структура станом на 31 березня 2011 року:
|          | Загалом | Допрацездатний вік | Працездатний вік | Постпрацездатний вік |
| -------- | ------- | ------------------ | ---------------- | -------------------- |
| Чоловіки | 26      | 6                  | 19               | 1                    |
| Жінки    | 24      | 6                  | 16               | 2                    |
| Разом    | 50      | 12                 | 35               | 3                    |